# Rifugio Cesare Dalmazzi
Das Rifugio Cesare Dalmazzi (auch Rifugio Cesare Dalmazzi al Triolet) ist eine Schutzhütte im Aostatal in den Grajischen Alpen. Sie liegt in einer Höhe von 2589 m im Seitental Val Ferret nahe dem Gletscher Ghiacciaio del Triolet innerhalb der Gemeinde Courmayeur. Die Hütte wird von Anfang Juni bis Mitte September bewirtschaftet und bietet in dieser Zeit 32 Bergsteigern Schlafplätze.

## Aufstieg
Von Courmayeur fährt man mit dem Auto in Richtung des Seitentals Val Ferret. Am Ende des Fahrwegs beim Ortsteil Arnouvaz (1769 m) liegt ein Parkplatz.
Für den gesamten, einige Schwierigkeiten aufweisenden Weg vom Parkplatz bei Arnouvaz bis zum Rifugio Cesare Dalmazzi sind ungefähr 2h30 zu veranschlagen.

## Geschichte
Bereits im Jahr 1892 wurde an gleicher Stelle eine Schutzhütte errichtet. Die Ursprünge der heutigen Hütte gehen auf das Jahr 1932 zurück. Dieses Gebäude wurde im Jahr 1980 erweitert und befindet sich seit einer Renovierung  im Jahr 2004 im heute bekannten Zustand.
Die Hütte wurde dem Bergsteiger Cesare Dalmazzi gewidmet.

## Tourenmöglichkeiten

### Übergänge
- Übergang zur Schutzhütte Refuge du Couvercle – (2687 m) über den Col de Talèfre (3543 m) oder den Col de Triolet (3.695 m)
- Übergang zur Schutzhütte Rifugio Elena – (2062 m)
- Übergang zur Biwakschachtel Bivacco Fiorio-Dolent – (2800 m)
- Übergang zur Biwakschachtel Bivacco Gianni Comino – (2430 m)

### Gipfeltouren
Folgende Gipfel können von der Hütte erreicht werden:
- Mont Greuvetta – 3680 m
- Aiguille de Leschaux – 3759 m
- Aiguille de Talèfre – 3730 m
- Aiguille de Triolet – 3874 m
- Aiguille Savoie – 3604 m
- Mont Rouge de Triolet – 3289 m